# Spathius drymus
Spathius drymus är en stekelart som beskrevs av Nixon 1943. Spathius drymus ingår i släktet Spathius och familjen bracksteklar. Inga underarter finns listade i Catalogue of Life.